# Hustler's Ambition
"Hustler's Ambition" is de tweede single (eerste in de VS) van de soundtrack van de film 'Get Rich or Die Tryin', waarin Amerikaanse rapper 50 Cent de hoofdrol speelt. De track komt voor in de film wanneer 'Marcus', gespeeld door 50 Cent, aan het eind een optreden geeft. Het nummer haalde in de VS de 65e positie, maar in Engeland de 13e. In Nederland bleef de track op #3 in de tipparade steken.

## Charts
| Chart                               | Hoogste positie |
| ----------------------------------- | --------------- |
| Australische ARIA Single Top 50     | 23              |
| Belgische Ultratop 50               | 39              |
| Duitse Single Top 100               | 22              |
| Engelse Single Top 75               | 13              |
| Europese Single Top 200             | 68              |
| Ierse Single Top 50                 | 11              |
| Oostenrijkse Single Top 75          | 41              |
| VS Billboard Hot 100                | 65              |
| VS Hot R&B/Hip-Hop Singles & Tracks | 64              |
| Zwitserse Single Top 100            | 10              |